# Wulmersum
Wulmersum is een gehucht in de Belgische provincie Vlaams-Brabant. Het ligt in Hakendover, een deelgemeente van de stad Tienen. Het ligt anderhalve kilometer ten zuidwesten van het centrum van Hakendover. Het gehucht wordt doorsneden door de spoorlijn Brussel-Luik.

## Geschiedenis
Op de Ferrariskaart uit de jaren 1770 is de plaats weergegeven als het gehucht Wilmersum. Kerkelijk maakte het deel uit van de parochie Hakendover, en juridisch viel het onder de meierij van Geten (in het kwartier van Leuven van het hertogdom Brabant). Op het eind van het ancien régime, tijdens de Franse bezetting, werd het (toen als Vulmersom gespeld) een gemeente in het kanton Hoegaarden van het Dijledepartement. De gemeente werd echter in 1811 al opgeheven en bij Hakendover gevoegd.
Lange tijd had Wulmersum zijn eigen Sint-Dionysiuskapel. Omstreeks 1847 werd de kapel gesloopt voor de aanleg van de spoorweg Brussel - Luik.